# Wahlen zum Senat der Vereinigten Staaten 1908 und 1909
Die Wahlen zum Senat der Vereinigten Staaten 1908 und 1909 zum 61. Kongress der Vereinigten Staaten fanden zu verschiedenen Zeitpunkten statt. Die Wahlen fanden parallel zur Präsidentschaftswahl 1908 statt, in der William Howard Taft gewählt wurde. Vor der Verabschiedung des 17. Zusatzartikels wurden die Senatoren nicht direkt gewählt, sondern von den Parlamenten der Bundesstaaten bestimmt.
Zur Wahl standen 30 der 31 Senatssitze der Klasse III, deren Inhaber 1902 und 1903 für eine Amtszeit von sechs Jahren gewählt worden oder später nachgerückt waren. Zusätzlich fanden Nachwahlen für zwei Sitze der anderen beiden Klassen statt, und in Mississippi fand vorzeitig die Wahl zum 62. Kongress statt, bei der die Demokraten den Sitz halten konnten. Die Wahl zum Klasse-III-Sitz in Alabama hatte bereits 1907 stattgefunden.
Bei den Nachwahlen konnten Demokraten und Republikaner ihre Sitze jeweils halten, ein vakanter Sitz wurde erneut vom vorherigen republikanischen Amtsinhaber gewonnen.
Von den 31 regulär zur Wahl stehenden Sitzen waren 13 von Demokraten besetzt, 18 von Republikanern. 16 Amtsinhaber wurden wiedergewählt, sieben Demokraten und neun Republikaner, zehn weitere Sitze wurden von der jeweiligen Partei gehalten (4 D, 6 R). Zwei Sitze wechselten von den Republikanern zu den Demokraten, einer umgekehrt. Beide Parteien büßten jeweils einen Sitz ein, weil die Parlamente in Florida und Illinois keine neuen Senatoren gewählt hatten. Der Gouverneur von Florida ernannte aber sofort einen Kandidaten, so dass nur ein Sitz vakant blieb. Damit fiel die Mehrheit der Republikaner, die am Ende des 60. Kongresses bei 61 gegen 31 Demokraten gelegen hatte, auf 59 zu 32. Nachdem das Parlament von Illinois einen Senator gewählt hatte, stieg es auf 60 zu 32.
Zu Veränderungen nach der Wahl siehe auch Liste der Mitglieder des Senats im 61. Kongress der Vereinigten Staaten.

## Ergebnisse

### Wahlen während des 60. Kongresses
Die meisten Gewinner dieser Wahlen wurden vor dem 4. März 1909 in den Senat aufgenommen, also während des 60. Kongresses. Die Wahl in Mississippi fand vorzeitig zum 62. Kongress statt.
| Staat          | Amtierender Senator       | Partei       | Nachwahl   | Datum         | Ergebnis                          | Neuer Senator     |
| -------------- | ------------------------- | ------------ | ---------- | ------------- | --------------------------------- | ----------------- |
| Iowa           | William B. Allison        | Republikaner | Klasse III | 24. Nov. 1908 | von Republikanern gehalten        | Albert B. Cummins |
| Maryland       | William P. Whyte, ernannt | Demokrat     | Klasse III | 14. Jan. 1908 | bestätigt                         | William P. Whyte  |
| Maryland       | William P. Whyte          | Demokrat     | Klasse III | 24. März 1908 | von Demokraten gehalten           | John W. Smith     |
| Mississippi    | Hernando Money            | Demokrat     | Klasse I   | 21. Jan. 1908 | vorzeitig von Demokraten gehalten | John S. Williams  |
| Rhode Island   | vakant                    | vakant       | Klasse II  | 21. Jan. 1908 | Zugewinn Republikaner             | George P. Wetmore |
| South Carolina | Asbury Latimer            | Demokrat     | Klasse III | 6. März 1908  | von Demokraten gehalten           | Frank B. Gary     |
| Vermont        | John W. Stewart, ernannt  | Republikaner | Klasse I   | 20. Okt. 1908 | von Republikanern gehalten        | Carroll S. Page   |

- ernannt: Senator wurde vom Gouverneur als Ersatz für einen ausgeschiedenen Senator ernannt, Nachwahl nötig.
- bestätigt: ein als Ersatz für einen ausgeschiedenen Senator ernannter Amtsinhaber wurde bestätigt.

### Wahlen zum 61. Kongress
Die Gewinner dieser Wahlen wurden am 4. März 1909 in den Senat aufgenommen, also bei Zusammentritt des 61. Kongresses. Alle Sitze dieser Senatoren gehören zur Klasse III. Die Wahl in Alabama hatte vorzeitig bereits 1907 stattgefunden und wird hier der Vollständigkeit halber aufgeführt.
| Staat          | Amtierender Senator   | Partei       | Datum         | Ergebnis                   | Neuer Senator         |
| -------------- | --------------------- | ------------ | ------------- | -------------------------- | --------------------- |
| Alabama        | Edmund Pettus         | Demokrat     | 6. Aug. 1907  | von Demokraten gehalten    | Joseph F. Johnston    |
| Arkansas       | James P. Clarke       | Demokrat     | 19. Jan. 1909 | wiedergewählt              | James P. Clarke       |
| Colorado       | Henry M. Teller       | Demokrat     | 19. Jan. 1909 | von Demokraten gehalten    | Charles J. Hughes     |
| Connecticut    | Frank B. Brandegee    | Republikaner | 19. Jan. 1909 | wiedergewählt              | Frank B. Brandegee    |
| Florida        | William H. Milton     | Demokrat     | keine Wahl    | Verlust Demokraten         | vakant                |
| Georgia        | Alexander S. Clay     | Demokrat     | 20. Jan. 1905 | wiedergewählt              | Alexander S. Clay     |
| Idaho          | Weldon Heyburn        | Republikaner | 12. Jan. 1909 | wiedergewählt              | Weldon Heyburn        |
| Illinois       | Albert J. Hopkins     | Republikaner | keine Wahl    | Verlust Republikaner       | vakant                |
| Indiana        | James A. Hemenway     | Republikaner | 20. Jan. 1909 | Zugewinn Demokraten        | Benjamin F. Shively   |
| Iowa           | Albert B. Cummins     | Republikaner | 15. Jan. 1909 | wiedergewählt              | Albert B. Cummins     |
| Kalifornien    | George C. Perkins     | Republikaner | 12. Jan. 1909 | wiedergewählt              | George C. Perkins     |
| Kansas         | Chester I. Long       | Republikaner | 26. Jan. 1909 | von Republikanern gehalten | Joseph L. Bristow     |
| Kentucky       | James B. McCreary     | Demokrat     | 28. Feb. 1908 | Zugewinn Republikaner      | William O. Bradley    |
| Louisiana      | Samuel D. McEnery     | Demokrat     | 19. Mai 1908  | wiedergewählt              | Samuel D. McEnery     |
| Maryland       | William P. Whyte      | Demokrat     | 15. Jan. 1908 | von Demokraten gehalten    | John W. Smith         |
| Missouri       | William J. Stone      | Demokrat     | 20. Jan. 1909 | wiedergewählt              | William J. Stone      |
| Nevada         | Francis G. Newlands   | Demokrat     | 26. Jan. 1909 | wiedergewählt              | Francis G. Newlands   |
| New Hampshire  | Jacob H. Gallinger    | Republikaner | 19. Jan. 1909 | wiedergewählt              | Jacob H. Gallinger    |
| New York       | Thomas C. Platt       | Republikaner | 19. Jan. 1909 | von Republikanern gehalten | Elihu Root            |
| North Carolina | Lee S. Overman        | Demokrat     | 19. Jan. 1909 | wiedergewählt              | Lee S. Overman        |
| North Dakota   | Henry C. Hansbrough   | Republikaner | 19. Jan. 1909 | von Republikanern gehalten | Martin N. Johnson     |
| Ohio           | Joseph B. Foraker     | Republikaner | 12. Jan. 1909 | von Republikanern gehalten | Theodore E. Burton    |
| Oklahoma       | Thomas Gore           | Demokrat     | 19. Jan. 1909 | wiedergewählt              | Thomas Gore           |
| Oregon         | Charles W. Fulton     | Republikaner | 19. Jan. 1909 | Zugewinn Demokraten        | George E. Chamberlain |
| Pennsylvania   | Boies Penrose         | Republikaner | 19. Jan. 1909 | wiedergewählt              | Boies Penrose         |
| South Carolina | Frank B. Gary         | Demokrat     | 26. Jan. 1909 | von Demokraten gehalten    | Ellison D. Smith      |
| South Dakota   | Alfred B. Kittredge   | Republikaner | 19. Jan. 1909 | von Republikanern gehalten | Coe I. Crawford       |
| Utah           | Reed Smoot            | Republikaner | 19. Jan. 1909 | wiedergewählt              | Reed Smoot            |
| Vermont        | William P. Dillingham | Republikaner | 20. Okt. 1908 | wiedergewählt              | William P. Dillingham |
| Washington     | Levi Ankeny           | Republikaner | 19. Jan. 1909 | von Republikanern gehalten | Wesley L. Jones       |
| Wisconsin      | Isaac Stephenson      | Republikaner | 4. März 1909  | wiedergewählt              | Isaac Stephenson      |

- wiedergewählt: ein gewählter Amtsinhaber wurde wiedergewählt.

### Wahlen während des 61. Kongresses
Die Gewinner dieser Wahlen wurden nach dem 4. März 1909 in den Senat aufgenommen, also während des 61. Kongresses.
| Staat        | Amtierender Senator         | Partei       | Nachwahl   | Datum         | Ergebnis                   | Neuer Senator      |
| ------------ | --------------------------- | ------------ | ---------- | ------------- | -------------------------- | ------------------ |
| Florida      | Duncan U. Fletcher, ernannt | Demokrat     | Klasse III | 20. Apr. 1909 | bestätigt                  | Duncan U. Fletcher |
| Illinois     | vakant                      | vakant       | Klasse III | 26. Mai 1909  | Zugewinn Republikaner      | William Lorimer    |
| Pennsylvania | Philander C. Knox           | Republikaner | Klasse I   | 16. März 1909 | von Republikanern gehalten | George T. Oliver   |

- ernannt: Senator wurde vom Gouverneur als Ersatz für einen ausgeschiedenen Senator ernannt, Nachwahl nötig.
- bestätigt: ein als Ersatz für einen ausgeschiedenen Senator ernannter Amtsinhaber wurde bestätigt.

## Einzelstaaten
In allen Staaten wurden die Senatoren durch die Parlamente gewählt, wie durch die Verfassung der Vereinigten Staaten vor der Verabschiedung des 17. Zusatzartikels vorgesehen. Das Wahlverfahren bestimmten die Staaten selbst, war daher von Staat zu Staat unterschiedlich. Teilweise ergibt sich aus den Quellen nur, wer gewählt wurde, aber nicht wie.
Das Fourth Party System der Parteien in den Vereinigten Staaten bestand aus der Demokratischen Partei, die hauptsächlich in den Südstaaten stark waren, sowie der gemäßigt abolitionistischen, im Norden verankerten Republikanischen Partei.